# Pherkad
Pherkad of Perkad (gamma Ursae Minoris) is een ster in het sterrenbeeld Kleine Beer (Ursa Minor).